# Hemicycla plicaria
Hemicycla plicaria је пуж из реда Stylommatophora и фамилије Helicidae.

## Угроженост
Ова врста није угрожена, и наведена је као последња брига јер има широко распрострањење.

## Распрострањење
Ареал врсте је ограничен на једну државу. 
Шпанија је једино познато природно станиште врсте.